# Rey el Vikingo
Reinery Díaz es un productor, cantautor y compositor cubano, que fusiona los géneros Rap, Reguetón, Electro-House y Dance-Pop con influencias de música latina interpreta en español, francés e inglés. su música forma parte de la industria cinematográfica americana y varias series televisivas, Además de ser entrenador de judo y exmiembro del equipo nacional de Cuba .

## Biografía

### Infancia y adolescencia
Nació en Ciudad de La Habana y creció en el municipio de Santa Cruz del Norte, de la provincia de La Habana.
Su infancia transcurrió entre las descargas musicales de su padre y los artistas del pueblo en donde creció. Desde pequeño practicó deportes, destacándose desde temprana edad en judo. En esta especialidad deportiva alcanzó la mayoría de los títulos nacionales en las distintas categorías por donde transitaba.

### Vida deportiva
Desde 1986 hasta 1991, es seleccionado para formar el equipo provincial de Judo de La Habana EIDE provincial Habana (Cangrejeras) y ESPA Provincia Habana (Artemiza)
En 1992, integra la preselección nacional de cuba.
En 1997, alcanza el título de licenciado en cultura física y recreación, en la universidad de deportes de La Habana "Manuel Fajardo".
En 1999 viaja a Uruguay y luego a Montreal lugar donde radica actualmente, continúa practicando y enseñando Judo.
Junto con su nuevo quehacer cotidiano de sobrevivir como inmigrante en tierras lejanas, la necesidad de expresarse musicalmente crece en su interior. Acompañado por las nostalgias impuestas de la distancia entre sus seres queridos, familiares y amistades en Cuba. Fue encontrándose con la música y con el naciente movimiento de rap cubano. Apartándose de las prácticas como atleta de alto rendimiento, comienza la compleja y difícil batalla de hacer música en el controversial género.

### Vida musical
En el 2002, integra la agrupación Convoy Cubano, con la cual participa en los principales festivales de música latina de Montreal, llamando la atención de la prensa especializada del Festival Internacional de Jazz de Montreal.

Montréal ne fait pas plus authentiquement cubain que Convoy Cubano. Les deux joyeux rappeurs hip-hop du début, absorbés par leurs synthétiseurs et ordinateurs, se sont vite retrouvés entourés de sept amis et non moins excellents musiciens (certains membres de Trabuco Habanero), apportant dans la foulée une riche expérience aux congas et autres percussions, aux cuivres et cordes. Ils ont produit un premier disque à l'automne, fixant ce style qui leur est bien personnel, où ils amalgament le fruit de leur travail initial sur synthétiseurs.

El disco titulado "Hasta Cuando" ha sido referenciado por la crítica musical especializada.
Las letras de sus canciones tienen la frescura del lenguaje cubano, simple, y a la vez profundo, capaz de provocar el debate desde múltiples puntos de vista.

## Premios y condecoraciones
- 2007, le otorga la Proclamation as Musical Phenomenon By Brian P. Stack, & the Board of Commissioners of County of Hudson, State of New Jersey.

- 2007, le otorga la Cubano del Año Desfile Cubano de New Jersey.
- 2009, le otorga la Padrino Artístico Desfile Cubano de New Jersey.

- 2009, le otorga la Invitado de Honor Desfile hispano Americano de New Jersey.
- 2018, le otorga la Artista destacado en el extranjero Canadian Latin Aguards.

## Discografía
- Hasta cuando 2006, Hasta cuando-Disco prensa.
- P'a que aprenda,
- Chilling 2010 DiscoDisco y Biografía.
- Fuego música Prensa.

## Sencillos
- Metele cadera 2009 Metele cadera CD BABY
- A que no te lo quitas 2014 A que no te lo quitas in SoundcloudA que no te lo quitas CD Baby
- Donde están los guerreros 2015 Donde están los guerreros CD BABY

## Videos
- video-Hasta cuando
- video-Acelera
- video -Metele Cadera
- video_ Mi Abuela
- video No Quiero Trabajar
- video A que no te lo quitas-officialA que no te lo quitas video-estudio
- video Donde están los guerreros official.Donde están los guerreros video-foto

## TV & Films
TV SERIES
- Serie: The Protector (serie de televisión) (ABC), Epis #108 song: Chilling.

- Serie: The Protector (serie de televisión) (ABC), Epis #111 song: Cumbia de Guerra.

- Serie: Criminal Minds (CBS), Epis #612 song: Así Yo Naci.

- Serie: Sons of Anarchy (FX), Epis #311 song: La Victoria Es Pa' Mi Tropa.

- Serie: FlashForward (serie de televisión) Epis #115 song: Así Yo Naci, La Victoria Es Pa Mi Tropa.

- Serie: Prison Break, Epis Interference song: el que a Hierro Mata.

- Serie: Royal Pains, Epis Medusa song: Así Yo Naci, La Victoria Es Pa Mi Tropa. Mulata de mis Amores

- Serie: Criminal minds, Epis #115 song: Así Yo Naci, La Victoria Es Pa Mi Tropa.

- Serie: Sleeper cell, Epis: Familly song: Ponle el Babero

- Serie: Everybody Hates Chris, Epis: Everybody Hates Blackies song: Galopeando

- Serie: Cane, Epis Time Awai song: Cane.

- Serie: If these walls could talk.Epis #115 song: Así Yo Naci, La Victoria Es Pa Mi Tropa.

FILMS
- Film: Kill the messenger (2014)" Songs: Cumbia de Guerra Kill the messenger IMDb

- Film: From Prada to Nada (2011)" Songs: El Barrio Esta Caliente" y "Así Yo Nací" http://es.wikipedia.org/wiki/From_Prada_to_Nada

- Film: All Good Things (2010)" Song:"Yo quiero vivir en mi tierra" http://www.imdb.com/title/tt1175709/soundtrack

## Shows
| - Les Francofolies de Montréal, Montreal - Nuit d' Afrique, Montreal - Festival Internacional del Merengue y de la Música Latina de Montreal, Montreal - Harbourfrontcenter, Ontario - Sunfest London, Ontario - Expo Latino, Calgary, Columbia Británica - Gran Festival Cubano, Nueva Jersey - Journée D'Afrique, Quebec - Gala du monde, Montreal - VI Congreso Anual Cuban Cultural Center, New York - Concierto Adalberto Álvarez, Montreal - Looney Toons Relaise Party | - Festival waterfrom Nueva Jersey - Pasión cubana, Nueva Jersey - Parada Dominicana Montreal - Festival Internacional de Jazz, Montreal. Montreal - Carnaval de la calle 8, Miami - Des Musiques et du Monde, Montreal - Desfile Hispanoamericano Nueva Jersey - Desfile Cubano Nueva Jersey - Café Cristal Miami - Rendez-vous Miami - Atarazana, Miami - Cérémonie d'ouverture Pan American Judo Championships 2012, Montreal - Festival Cubaine 2012, Montreal |